# Гюго, Жозеф Леопольд Сигисбер
Жозеф Леопольд Сигисбер Гюго (Юго, 15 ноября 1773, Нанси — 29 января 1828, X округ Парижа) — французский генерал, отец писателя Виктора Гюго.
1 октября 1811 года — начальник штаба маршала Журдана в Мадриде. С 3 марта 1812 года исполнял обязанности губернатора Мадрида.
В январе 1814 г. был комендантом Тионвилля, который защищал до апреля. В 1815 г. опять на том же посту в течение Ста дней защищал крепость до ноября. Автор мемуаров.